# Choi Yu-hwa
Choi Yu-hwa (em coreano:  최유화) é uma atriz e modelo sul-coreana. Ela iniciou sua carreira no entretenimento após vencer um concurso de modelos em 2005. Sua estreia foi em The Great Gye Choon-bin (2010), e ela ganhou destaque na série de televisão My Princess (2011).

## Filmografia

### Cinema
| Ano  | Título                  | Papel           |
| ---- | ----------------------- | --------------- |
| 2012 | Love Fiction            | Min-ji/Veronica |
| 2012 | Love Call               | So-young        |
| 2013 | My Dear Girl, Jin-young | Kim Ja-young    |
| 2015 | C'est si bon            | Atriz sênior    |
| 2015 | Love Never Fails        | Jung-hye        |
| 2016 | The Truth Beneath       | Son So-ra       |
| 2016 | Worst Woman             | Hyun-kyung      |
| 2019 | Miljeong                | Kim Sa-Hee      |
| 2019 | Tazza: One Eyed Jack    | Madonna         |

### Televisão
| Ano  | Título                                          | Papel           | Emissora |
| ---- | ----------------------------------------------- | --------------- | -------- |
| 2010 | KBS Drama Special: "The Great Gye Choon-bin"    | Kim Yang        | KBS2     |
| 2011 | My Princess                                     | Kang Sun-ah     | MBC      |
| 2012 | Take Care of Us, Captain                        | Jang Sa-rang    | SBS      |
| 2012 | KBS Drama Special: "Do I Look Like a Pushover?" | Oh Yoo-ni       | KBS2     |
| 2013 | KBS Drama Special: "Like a Fairytale"           | Kim Myung-je    | KBS2     |
| 2017 | Hello, My Twenties!                             | Moon Hyo-jin    | JTBC     |
| 2018 | Suits                                           | Jei             | KBS2     |
| 2018 | Mistress                                        | Jin Hye-rim     | OCN      |
| 2019 | Life                                            | Choi Seo-hyun   | JTBC     |
| 2019 | Class of Lies                                   | Cha Hyeon-jeong | OCN      |
| 2020 | My Dangerous Wife                               | Jin Sun-mi      | MBN      |
| 2021 | River Where the Moon Rises                      | Hae Mo-yong     | KBS2     |
| 2022 | Jinx's Lover                                    | Cameo           | KBS2     |
| 2023 | The Killing Vote                                | Chae Do-hee     | SBS      |
| 2024 | Doubt                                           | Kim Seong-hui   | MBC      |

### Webseries
| Ano  | Título         | Papel       | Notas                           | Ref.  |
| ---- | -------------- | ----------- | ------------------------------- | ----- |
| 2021 | Bite Sisters   | Lee Ji-yeon | Coloque seu canal bonito        | [ 8 ] |
| 2024 | The Bequeathed | Han Na-Rae  | Minissérie Netflix, 6 episódios | [ 9 ] |